# Draycott, Mendip
Draycott är en by i Somerset i England. Byn är belägen 35,4 km 
från Taunton. Orten har 1 042 invånare (2016). Byn nämndes i Domedagsboken (Domesday Book) år 1086, och kallades då Draicote.